# Acmenychus
Acmenychus là một chi bọ cánh cứng trong họ Chrysomelidae.
Chi này được Weise miêu tả khoa học năm 1905.

## Các loài
Các loài trong chi này gồm:
- Acmenychus caucasicus (Heyden, 1878)
- Acmenychus discernenda (Uhmann, 1949)
- Acmenychus inermis (Zubkoff, 1833)
- Acmenychus monochiri (Uhmann, 1936)
- Acmenychus planus Maulik, 1919